# Nomisma

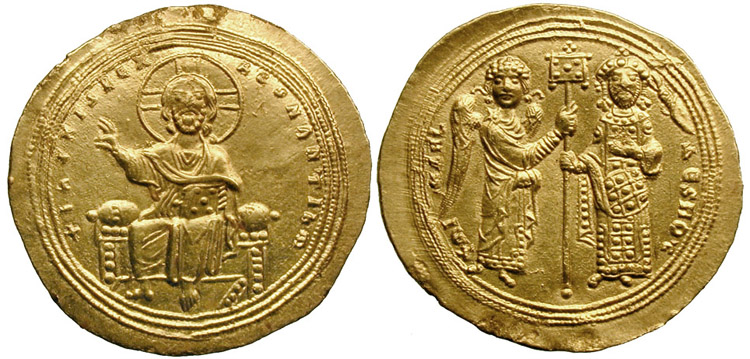
Monedă din aur nomisma, de 4,44 g, emisă sub Mihail al V-lea; avers: +IhS XIS REX REgNANTIhM, Hristos înscăunat, binecuvântează cu mâna dreaptă, iar în cea stângă prezintă Evangheliile; revers: +MI-XAHL DESPOT, Arhanghelul Mihail, înaripat, în stânga, iar Mihail al V-lea, cu barba scurtă, în dreapta, stau față în față, în picioare, țin între ei un labarum; Arhanghelul poartă tunică și manta, în timp ce împăratul este îmbrăcat în saccos și loros, și este încoronat de Mâna lui Dumnezeu

Nomisma (în greacă νόμισμα, la plural: nomismata) este numele unei monede de aur din Imperiul Roman de Răsărit, apoi Imperiul Bizantin, aflat la baza reformei financiare hotărâte de Iustinian I (527 - 565). Nomisma era succesoarea monedei solidus. A fost emisă în Imperiul Bizantin până la reformele întreprinse de împăratul Alexios I Comnenul, în 1092.
Nomisma a fost principalul mijloc de schimb internațional pentru șapte sau opt secole, până la apariția florinului și a ducatului, care vor fi puse în circulație abia în secolul al XIII-lea.
De la denumirea acestei monede provin termenii numismat și numismatică.

## Devalorizările nomismei, la mijlocul secolului al X-lea și în secolul al XI-lea

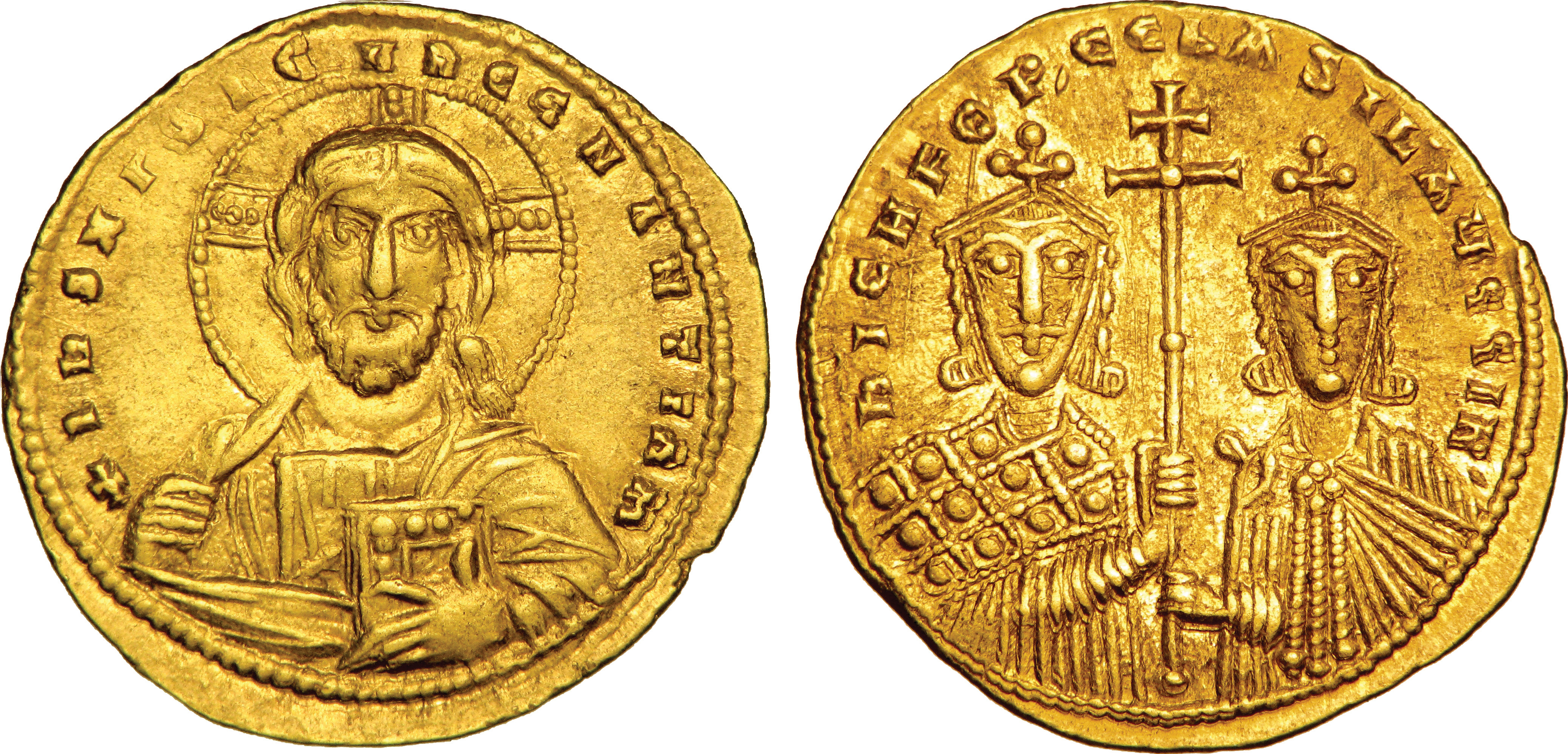
Nomisma histamenon bătută sub Nicefor al II-lea Focas, la atelierul din Constantinopol; monedă de aur, diametrul: 21mm; axa monedei 6h, greutatea: 4,37g. Avers: + Ihs XPS REX - REGNANTIYM. Bustul lui Hristos din față, purtând nimb cruciger, poartă pallium și columbium, cu mâna dreaptă binecuvântează, iar în mâna stângă ține Evangheliile. Revers: nICEFOR’ CE bASIL’ AVGG In. Busturi: Nicefor al II-lea (în stânga) și Vasile al II-lea (în dreapta); ei sunt încoronați; Nicefor al II-lea poartă loros, iar Vasile al II-lea poartă hlamidă; amândoi susțin crucea patriarhală.

Prima reformă monetară care a atins nomisma a avut loc sub Nicefor al II-lea Focas (963-969): greutatea monedei trece de la 4,5 grame de aur la 4,13 grame, iar modulul de la 20 la 18,5 milimetri. Noua monedă va fi cunoscută, de acum încolo, sub denumirea de nomisma tetarteron, iar veche monedă, de 4,5 grame va fi cunoscută sub numele de nomisma histamenon, iar forma acesteia va fi de acum înainte concavă, pentru a o diferenția de moneda nouă. Motivul reformei este discutat: poate se dorea ușurarea schimburilor comerciale cu arabii, ai căror dinari au o greutate apropiată; potrivit cercetătoarei Cécile Morrisson, crearea unei monede de o valoare mai mică este semnul unei expansiuni a schimburilor comerciale: moneda este astfel mai ușor de schimbat.
Valoarea nomismei este apoi constantă până la Constantin al IX-lea Monomahul (1042-1055). În timpul domniei acestuia, titlul histamenonului trece de la 93% la 81%, iar cel al tetarteronului de la 93% la 72%, ceea ce corespunde unei devalorizări de 1% pe an, în timpul domniei lui Constantin al IX-lea Monomahul. Motivul acestei devalorizări este încă dezbătut. Potrivit cronicarului contemporan Mihail Psellos, originea devalorizării este proasta gestiune a tezaurului imperial de către Constantin Monomahos. Dar, potrivit istoricilor contemporani, ar fi vorba de o devalorizare de expansiune: prin creșterea masei monetare urmărindu-se expansiunea schimburilor comerciale.
Un al doilea episod de puternică devalorizare a avut loc sub Roman al IV-lea Diogenes (1067-1071) și sub Nichifor al III-lea Botaniates (1078-1081): moneda conține atât de puțin aur încât devine albă. Dar de data aceasta, este vorba de o devalorizare impusă de un context dificil: o mare parte din Asia Mică este pierdută, jafurile turcilor și normanzilor i-au incitat pe bizantini să-și îngroape tezaurele, în timp ce statul trebuia să găsească cu ce să plătească mercenarii și tributurile. După cum mărturisesc cronicarii bizantini Nicefor Bryennius și Anna Comnena, casieriile statului bizantin erau goale, de unde necesitatea de a reduce procentajul de aur din monede, pentru a se putea emite mai multe.

## Nomisma în reforma monetară a lui Alexios I Comnenul
După 1092, sistemul monetar bizantin este total refondat, iar nomisma a fost înlocuită cu o altă monedă de aur, hyperperul, cu o greutate de 4,48 g. Dar termenul de nomisma este des folosit pentru a desemna această nouă monedă de aur.